# Veljun
Veljun – wieś w Chorwacji, w żupanii karlowackiej, w mieście Slunj. W 2011 roku liczyła 112 mieszkańców.